# Reo latro
Reo latro är en spindelart som beskrevs av Brignoli 1979. Reo latro ingår i släktet Reo och familjen kaparspindlar.
Artens utbredningsområde är Kenya. Inga underarter finns listade i Catalogue of Life.